# Iguanodectes spilurus
Iguanodectes spilurus é uma espécie de peixe sul-americano de água doce.